# Lista de pinturas de Georgina de Albuquerque
Esta é uma lista de pinturas de Georgina de Albuquerque.
Georgina de Albuquerque foi uma artista brasileira, considerada "uma das principais mulheres brasileiras a conseguir firmar-se como artista no começo do século XX". Durante sua carreira, recebeu alguns dos principais prêmios da Escola Nacional de Belas Artes, escola esta da qual viria a ser diretora (a primeira mulher a ocupar tal cargo). Sua obra foi marcada por um período de transição artística, entre a pintura academicista histórica e a pintura moderna.

## Lista de pinturas
| Imagem | Nome da obra                                                      | Data | Materiais utilizados | Coleção                                      | Versão audível | Referência |
| ------ | ----------------------------------------------------------------- | ---- | -------------------- | -------------------------------------------- | -------------- | ---------- |
|        | Sessão do Conselho de Estado                                      | 1922 | tinta a óleo tela    | Coleção Museu Histórico Nacional             |                |            |
|        | No cafezal                                                        | 1926 | tinta a óleo         | Coleção da Pinacoteca do Estado de São Paulo |                | [ 4 ]      |
|        | Laurence Palmire Martignet Parreiras - Viúva De Antonio Parreiras | 1950 | tela têxtil          | Museu Antônio Parreiras                      |                |            |
|        | Roceiras                                                          | 1930 | tinta a óleo         | Museu Nacional de Belas Artes                |                |            |
|        | Autorretrato                                                      | 1904 | tinta a óleo         | Museu Nacional de Belas Artes                |                |            |